# Краматорський технологічний технікум
Наказом Міністерства освіти і науки України від 13.02.2019 р. № 171 «Про зміну типу та перейменування Краматорського технологічного технікуму» заклад освіти перейменовано в Краматорський коледж технологій та дизайну.
Краматорський  технологічний технікум — вищий навчальний заклад I рівня акредитації у Краматорську, Донецька область.
Заснований у 1966 році постановою Ради Міністрів УРСР.
КТТ здійснює підготовку молодших спеціалістів на основі базової і повної загальної середньої освіти за денною та заочною формами навчання. Технікум також приймає на перший (зі скороченим терміном навчання) або другий курс (з нормативним терміном навчання на вакантні місця) осіб, які здобули освітньо-кваліфікаційний рівень «кваліфікований робітник» за умови вступу на споріднену спеціальність.

## Спеціальності
141 «Електроенергетика, електротехніка та електромеханіка»
- Спеціальність   заснована в 1967 році.
- Галузь знань: 14 «Електрична інженерія»
- Спеціалізація: «Обслуговування та ремонт електропобутової техніки»
- Кваліфікація молодшого фахівця - технік-електрик.
- Термін навчання (денна та заочна форма) На основі повної загальної середньої освіти(денне): 2 роки 5 міс.;  (заочне): 2 роки 6 міс.  На основі базової загальної середньої освіти – 3 роки 5 місяців  На базі повної загальної середньої освіти та освітньо-кваліфікаційного рівня «кваліфікований робітник» – 2 роки 5 місяців
- Вивчаються такі дисципліни: електричні апарати та машини електропобутової техніки, електричні вимірювання, основи електроніки, автоматика та мікропроцесорна техніка, електропобутова техніка, технологія ремонту електропобутової техніки, обладнання спеціалізованих підприємств, економіка, організація та планування виробництва та ін.

 071 «Облік і оподаткування»
- Спеціальність  заснована в 1967 році.
- Галузь знань:  07 «Управління та адміністрування»
- Кваліфікація молодшого фахівця з бухгалтерського обліку.
- Термін навчання (денна та заочна форма) На основі повної загальної середньої освіти – 2 роки 10 місяців  На основі базової загальної середньої освіти – 3 роки 10 місяців  На базі повної загальної середньої освіти та ОКР «кваліфікований робітник» – 1 рік 5 місяців
- Бухгалтерський облік вивчається в наступних напрямах:
  - облік на виробничих підприємствах;
  - особливості обліку на торгових підприємствах;
  - облік і аналіз зовнішньоекономічної діяльності;
  - облік у бюджетних організаціях.

 Спеціальність 022 «Дизайн»
- Спеціальність заснована в 2005 році.
- Спеціалізація: «Дизайн (графічний)"
- Галузь знань: 02 «Культура і мистецтво»
- Кваліфікація: художник – конструктор (дизайнер) з дипломом молодшого спеціаліста.
- Термін навчання (денна форма навчання):  На основі повної загальної середньої освіти  - 2 роки 10 місяців  На основі базової загальної середньої освіти - 3 роки 10 місяців.
- Вивчаються такі дисципліни: рисунок, живопис, основи проектної графіки, матеріалознавство, технологія процесу, основи формоутворення та конструювання, макетування та робота в матеріалі, художнє проектування, комп'ютерне проектування, архітектурна графіка, технологія виробів (поліграфія), Економіка та організація діяльності, основи психології та ін.

"Перукарське мистецтво і декоративна косметика"
- Спеціальність 022 «Дизайн»
- Спеціальність заснована в 2004 році.
- Галузь знань: 02 «Культура і мистецтво»
- Кваліфікація молодшого фахівця: фахівець з перукарського мистецтва і декоративної косметики ".
- Термін навчання (денна форма навчання): На основі повної загальної середньої освіти – 2 роки 5 місяців  На основі базової загальної середньої освіти – 3 роки 5 місяців  На базі повної загальної середньої освіти та ОКР «кваліфікований робітник» – 2 роки 5 місяців
- Вивчаються такі дисципліни як:
  - історія світового мистецтва, костюма, зачіски і матеріальної культури,
  - малюнок,
  - живопис,
  - технологія перукарських робіт,
  - декоративна косметика і грим,
  - санітарія і гігієна,
  - основи пластичної анатомії,
  - основи композиції,
  - моделювання і художнє оздоблення зачіски, постриг,
  - спеціалізація, комп'ютерна графіка.

"Швейне виробництво"
- Спеціальність заснована в 1967 році.
- Спеціальність 182 Технології легкої промисловості
- Галузь знань: 18 «Виробництво та технології»
- Освітньо-професійний рівень — молодший фахівець.
- Кваліфікація — технолог.
- Термін навчання (денна та заочна форма): На основі базової загальної середньої – 3 роки 10 місяців.  На основі повної загальної освіти – 2 роки 10 місяців.  На базі повної загальної середньої освіти та освітньо-кваліфікаційного рівня «кваліфікованій робітник» – 1 рік 10 місяців.

"Моделювання і конструювання промислових виробів"
- Спеціальність заснована в 1999 році.
- Спеціальність 182 "Технології легкої промисловості".
- Галузь знань:   18  «Виробництво та технології».
- Освітньо-професійний рівень — молодший фахівець.
- Кваліфікація — технік-конструктор.
- Термін навчання (денна форма навчання) На основі повної загальної середньої освіти  - 2 роки 10 місяців  На основі базової загальної середньої освіти - 3 роки 10 місяців

Вже 50 років технікум здійснює підготовку кваліфікованих кадрів.  У технікумі є відмінна матеріальна база - спеціалізовані кабінети і лабораторії, які оснащені відповідним устаткуванням, де студенти отримують теоретичні й практичні знання. Вміння та професійні навички студенти здобувають під час проходження навчальної практики в спеціально обладнаних майстернях технікуму. Підвищення здобутого рівня теоретичної та професійної підготовки проходить на базових підприємствах під час проходження технологічної та переддипломної практики.
  Усі ці спеціальності  затребувані на ринку праці, тому випускники легко працевлаштовуються за багатьма видами діяльності. Також отримана освіта дала можливість багатьом випускникам КТТ відкрити власне підприємство.
  Після технікуму студенти можуть продовжити освіту в вищих навчальних закладах III-IV рівнів акредитації за скороченою програмою з 2-3 курсу за денною чи  за заочною формою навчання, а саме:
- Київському національному університеті технологій і дизайну;
- Донецькому національному університеті економіки і торгівлі ім. М. Туган-Барановського;
- Донбаській державній машинобудівній академії;
- Луганському національному університеті ім. Т.Г. Шевченка;
- Українській інженерно-педагогічній академії;
- Донбаському державному педагогічному університеті;
- Харківському національному університеті радіоелектроніки;
- Національному Технічному Університеті «Харківський політехнічний інститут»;
- Харківському національному автомобільно-дорожному університеті;
- Східноукраїнському національному університеті імені В.І. Даля;
- Харківській державній академії дизайну і мистецтв та ін.